# Eustenophasma
Eustenophasma is een geslacht van vlinders van de familie spanners (Geometridae), uit de onderfamilie Ennominae.

## Soorten
- E. constricta Warren, 1907
- E. fuscata Warren, 1907
- E. galeopsis Warren, 1897
- E. violacea Warren, 1907